# Once in a Lifetime (álbum de Aretha Franklin)
Once in a Lifetime es el octavo álbum de Aretha Franklin editado en 1965 en Harmony. Fue su último álbum antes de que dos años más tarde le llegase el éxito masivo en la discográfica Atlantic. 

## Lista de canciones
1. By Myself
2. I May Never Get to Heaven
3. Look for the Silver Lining
4. My guy
5. Once in a Lifetime
6. Moon River
7. Unforgettable
8. Exactly Like You
9. If I Had a Hammer

- Datos: Q6050774